# Bonifác Wolmut
Bonifác Wolmut, též Wohlmut nebo Wohlmuth (před 1510 Überlingen, Bádensko – před 28. dubnem 1579, Praha) byl německý renesanční kameník, stavitel a dvorní architekt Ferdinanda I. Působil ve Vídni, zejména na Pražském hradě, kde spolupracoval s pražskými italskými staviteli a inspiroval ho Andrea Palladio. Jeho dílo se pohybuje od pozdní gotiky po renesanci.

## Život

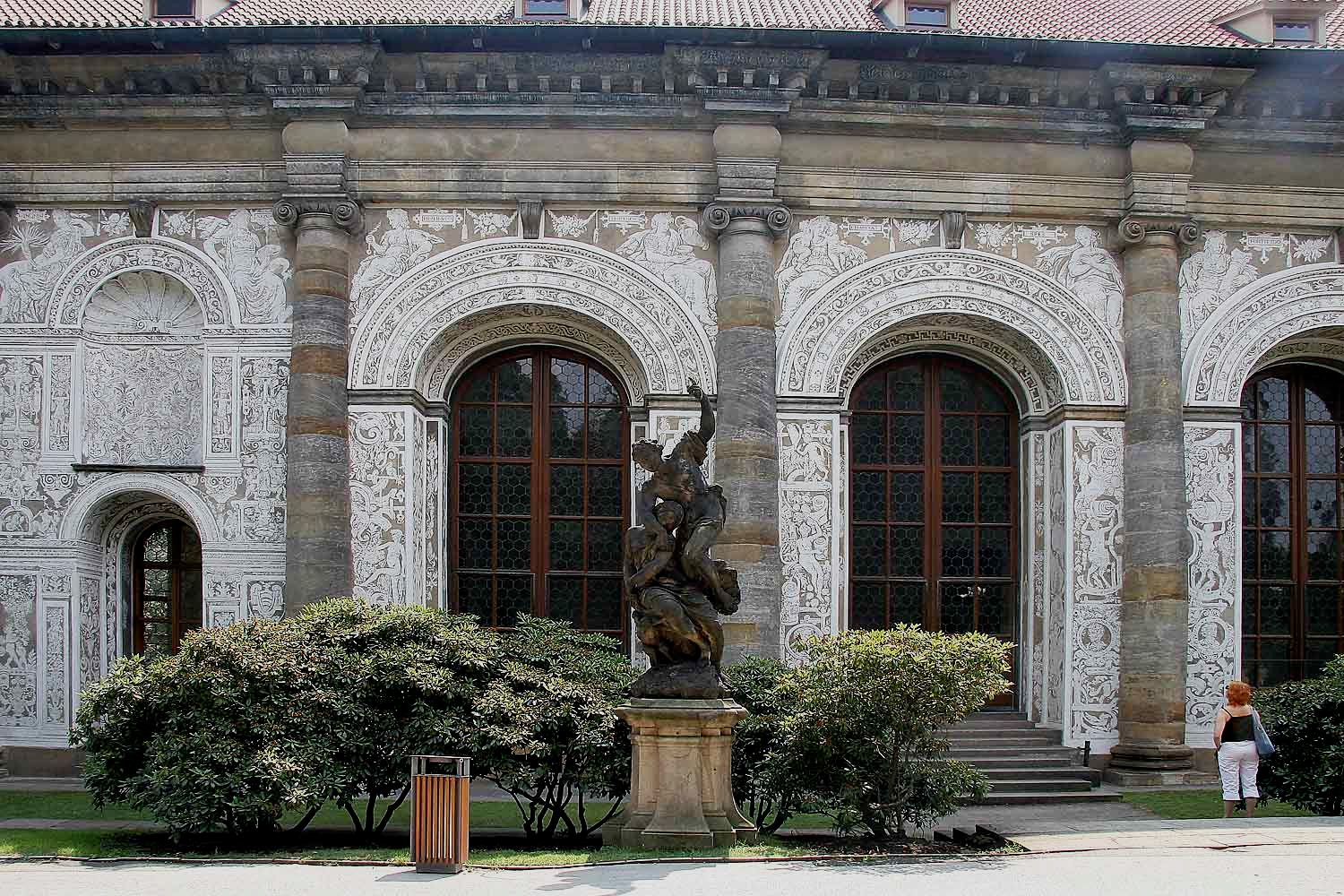
Průčelí Míčovny Pražského hradu

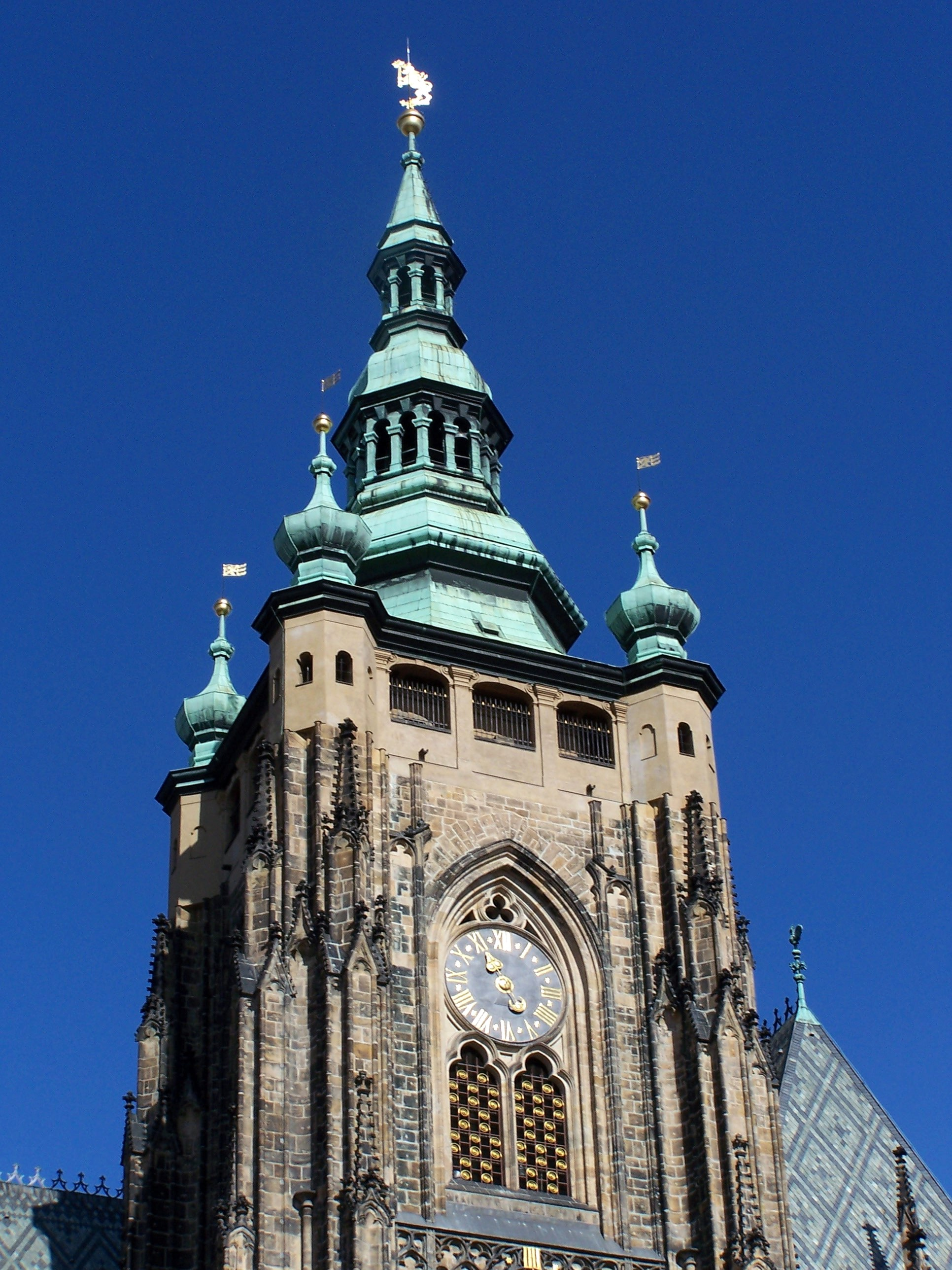
Helma na věži sv. Víta

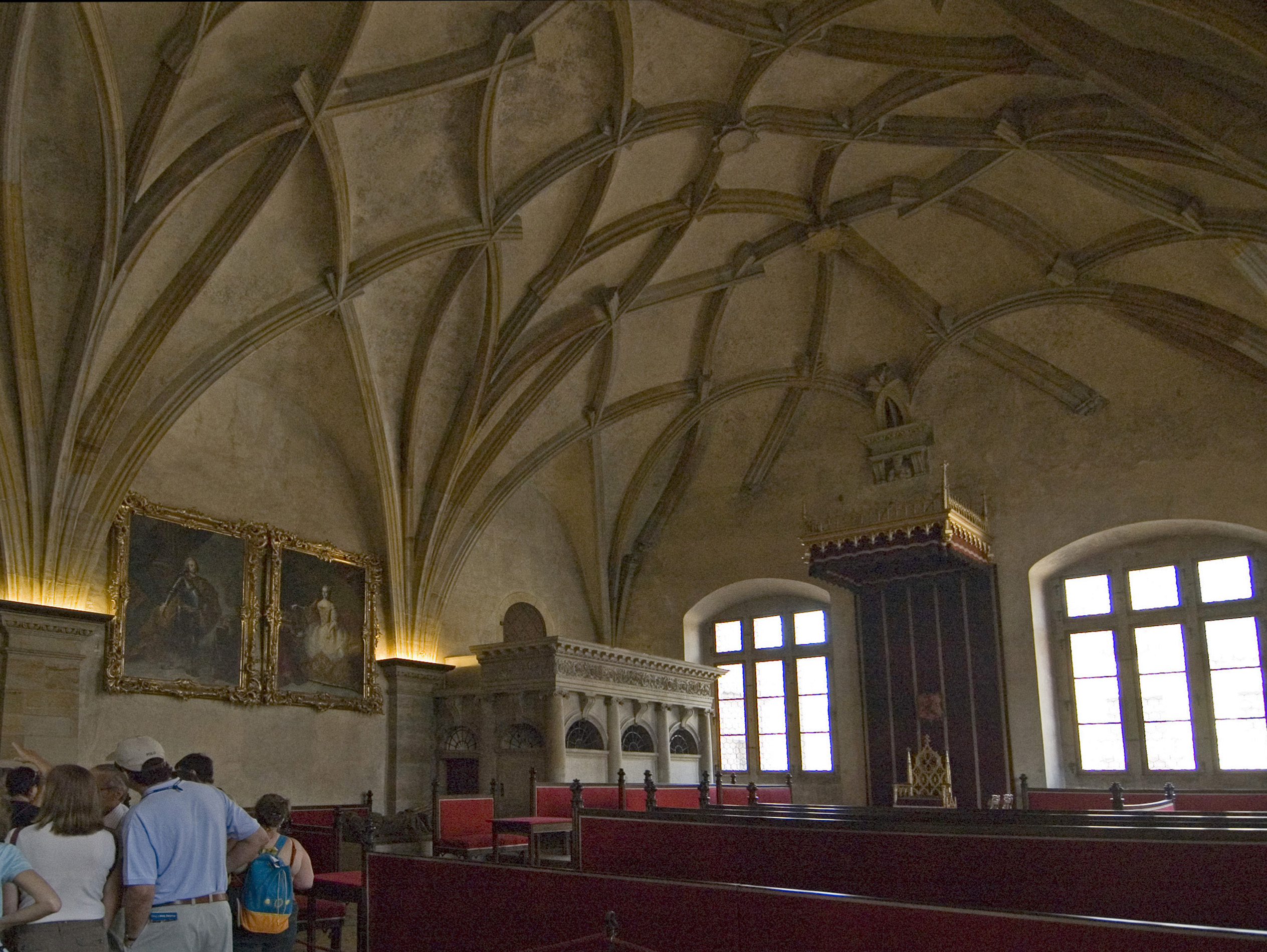
Stará sněmovna

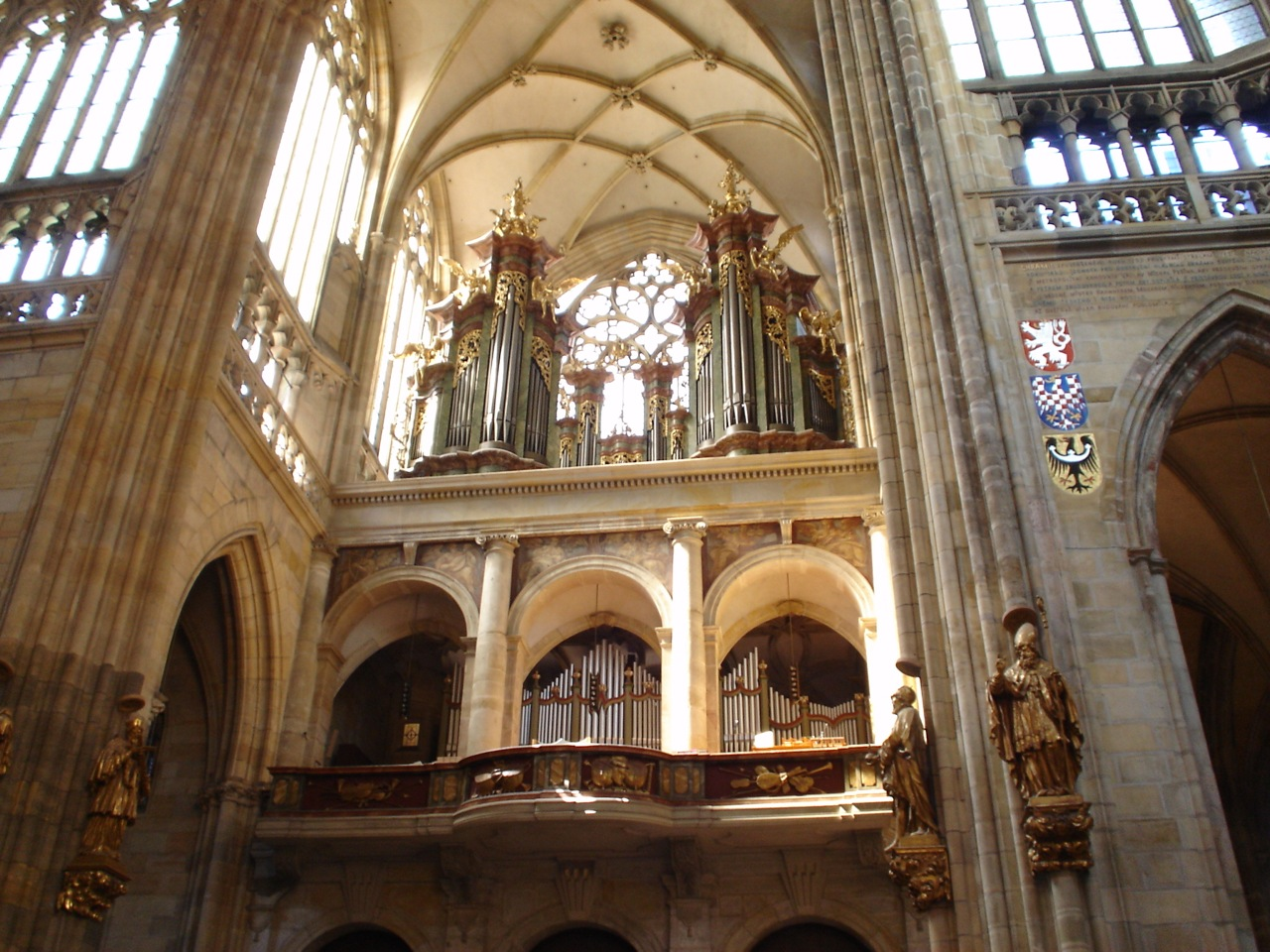
Wohlmuthova kruchta u sv. Víta

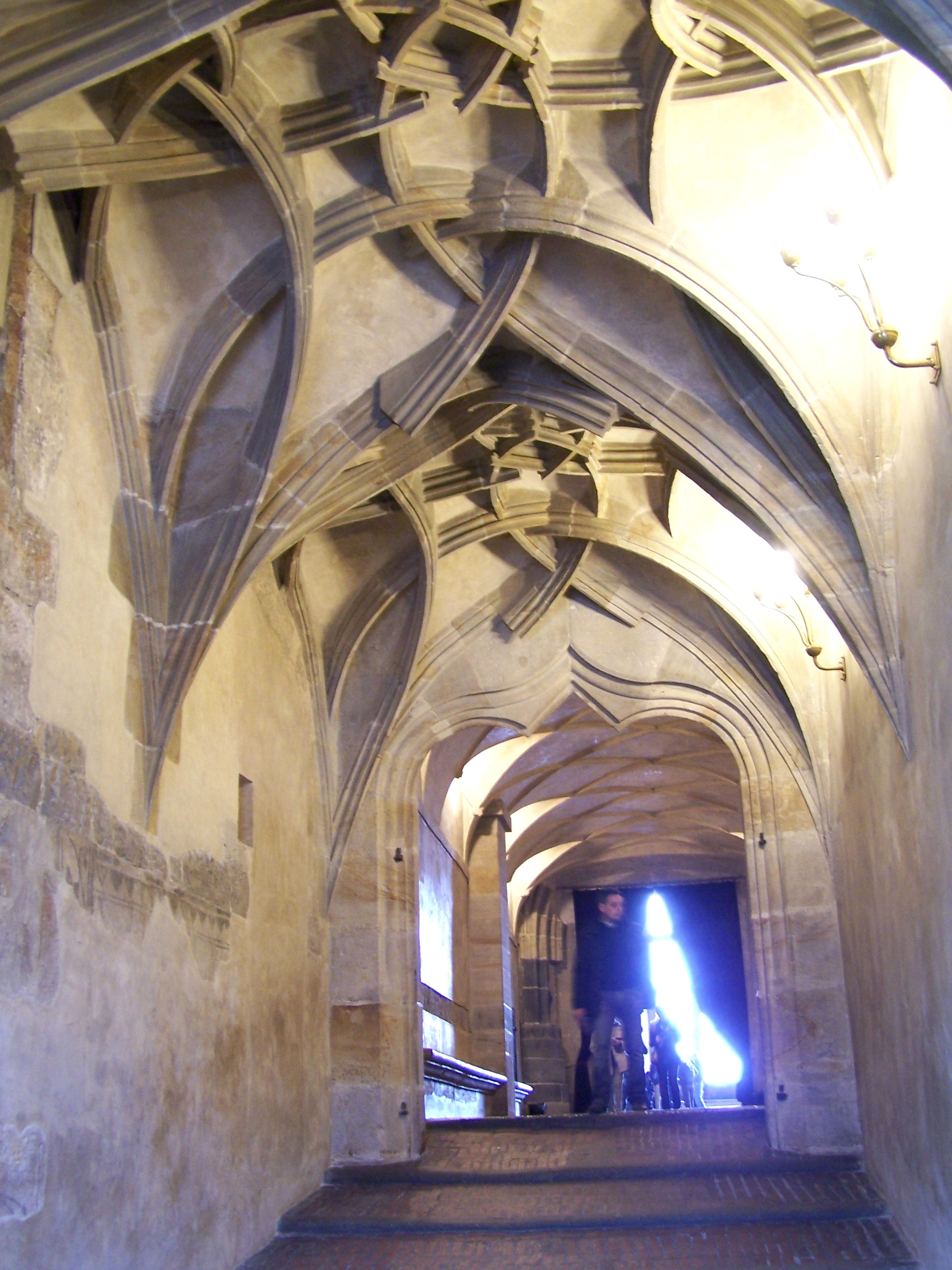
Jezdecké schody u Vladislavského sálu

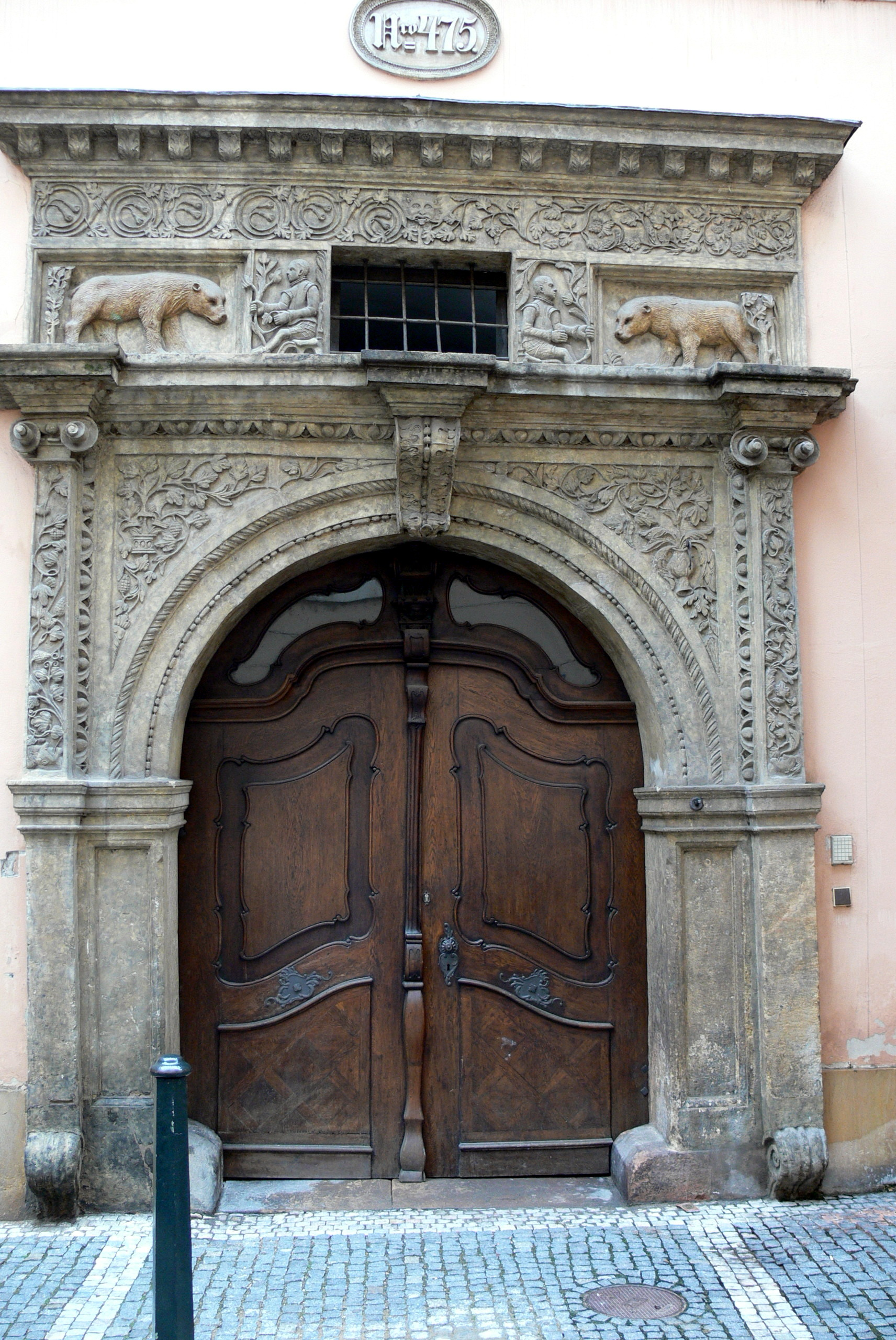
Portál domu u dvou zlatých medvědů, Melantrichova ulice

Bonifaz Wohlmuth pocházel z Kostnice (nebo z Überlingenu, které leží 20 km severněji na protějším břehu Bodamského jezera), roku 1543 získal měšťanské právo ve Vídni jako kameník a roku 1547 vytvořil plán obrany Vídně před tureckým obléháním.
Roku 1554 je uváděn jako „královský stavitel“ v Praze, kde od roku 1556 pracoval na stavbě letohrádku Hvězda.
V roce 1564 byl Ferdinandem I. povolán k opravám na Pražském hradě, který předtím roku 1541 vyhořel. Zvítězil v soutěži na zaklenutí Staré sněmovny a schodiště vedle Vladislavského sálu (1557-1563), v letech 1557-1560 stavěl hudební kruchtu v chrámu sv. Víta a helmu s bání na jeho hlavní věži. Největším samostatným dílem v areaálu Pražského hradu je Míčovna v Královské zahradě. 
Na Wolmutovu invenci navrhujícího architekta a vliv italských vzorů Andrey Palladia  u této trojice hradních projektů upozornila historička umění Olga Frejková, která se také věnovala srovnávací analýze jejich architektonických typů a článků.    V letech 1568-1569 stavěl Míčovnu.
Kolem roku 1571 postavil sjednocením tří domů (pozdější) Rohanský palác a zřejmě poté odešel do výslužby s penzí.
V roce 1571 si postavil dům na Pohořelci, který opět roku 1575 prodal a koupil dům na Novém Městě pražském.
Zemřel patrně jako bezdětný vdovec počátkem roku 1579.

## Dílo
- dostavba chrámu sv. Štěpána ve Vídni
- účast na stavbě letohrádku Hvězda
- klenby Staré sněmovny na Pražském hradě
- Wohlmutova kruchta v chrámu sv. Víta
- helma a mědí krytá báň hlavní věže chrámu sv. Víta, později už jen doplněná o čtyři rohové věžičky
- dostavba Královského letohrádku (patro a střecha)
- Míčovna Pražského hradu
- přestavba Arcibiskupského paláce v Praze
- pravděpodobně projekt přestavby kostela sv. Petra a Pavla v Kralovicích
- účast na stavbě zámku v Nelahozevsi (od 1553)
- Rohanský palác (1571)